# سپاه حضرت ابوالفضل لرستان

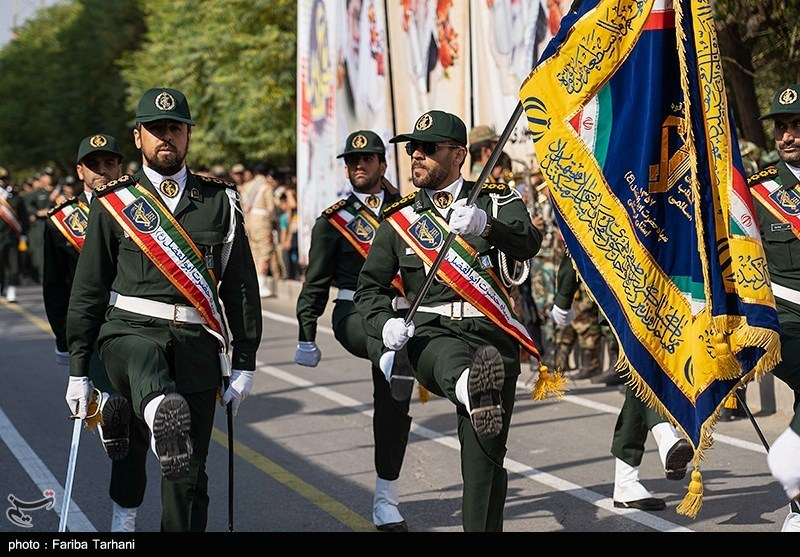
رژه نیروهای سپاه ابوالفضل لرستان به‌مناسبت سالگرد جنگ ایران و عراق در سال ۱۴۰۱، خرم‌آباد

سپاه حضرت ابوالفضل استان لرستان از سپاه‌های استانی تحت امر فرماندهی کل سپاه است، که به عنوان فرماندهی کل نیروهای تابعه سپاه پاسداران انقلاب اسلامی در حوزهٔ سرزمینی استان لرستان فعالیت می‌کند. تیپ ۵۷ حضرت ابوالفضل نیروی زمینی سپاه پاسداران انقلاب اسلامی که در لرستان مستقر است از یگان‌های تابعه این سپاه استانی به‌شمار می‌رود. همچنین پادگان امام علی خرم‌آباد که از مراکز فرماندهی موشکی نیروی هوافضای سپاه پاسداران انقلاب اسلامی محسوب می‌شود، در حوزه سرزمینی این سپاه استانی قرار دارد. هم‌اکنون سرتیپ‌دوم پاسدار نعمت‌الله باقری فرماندهی سپاه حضرت ابوالفضل لرستان را برعهده دارد.

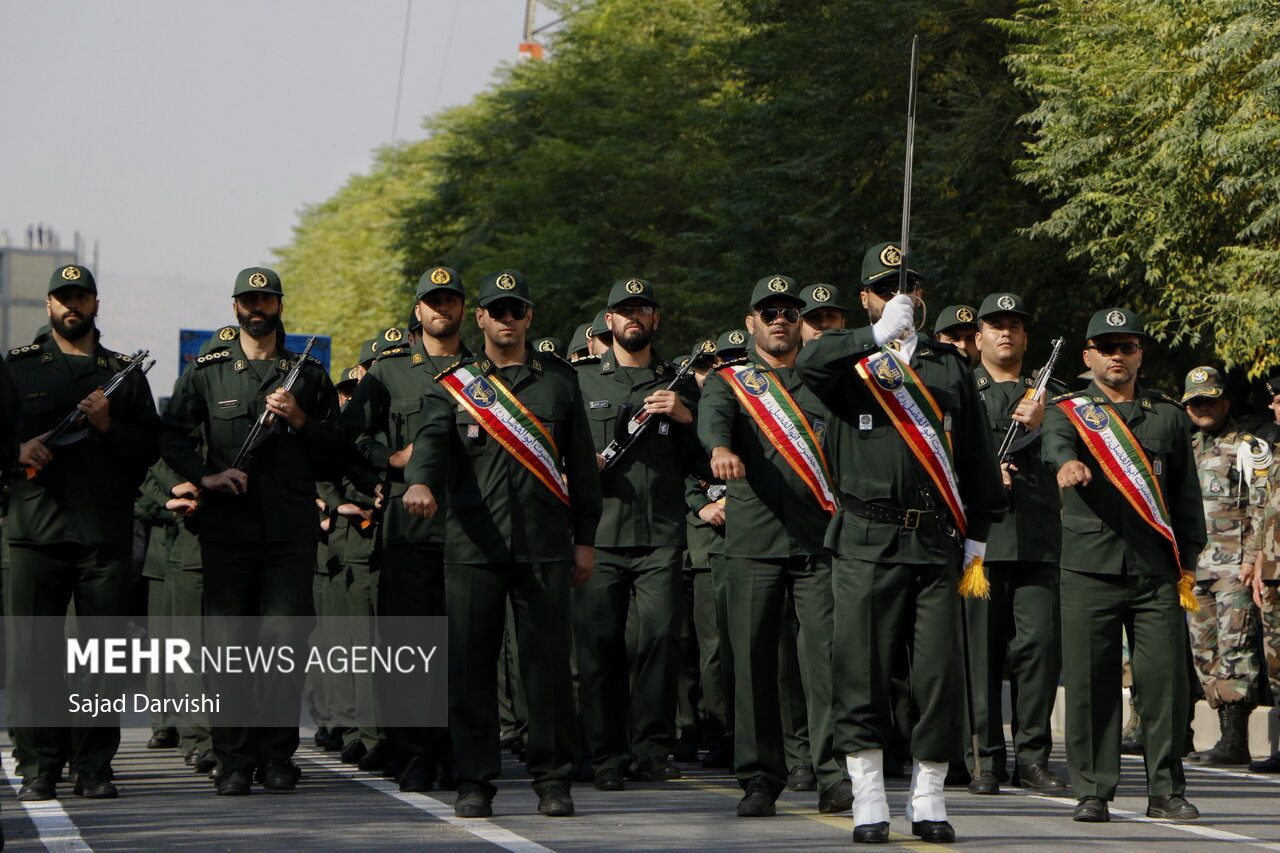
رژه نیروهای سپاه ابوالفضل در سال ۱۴۰۱، خرم‌آباد